# Episinus yoshidai
Episinus yoshidai är en spindelart som beskrevs av Chiyoko Okuma 1994. Episinus yoshidai ingår i släktet Episinus och familjen klotspindlar.
Artens utbredningsområde är Taiwan. Inga underarter finns listade i Catalogue of Life.